# Saint-Ouen-de-la-Cour
Saint-Ouen-de-la-Cour là một xã ở tỉnh Orne Hauts-de-France tây bắc nước Pháp. Xã Saint-Ouen-de-la-Cour nằm ở khu vực có độ cao trung bình 170 mét trên mực nước biển.